# Troiițke, Nova Odesa
Troiițke (în ucraineană Троїцьке) este o comună în raionul Nova Odesa, regiunea Mîkolaiiv, Ucraina, formată numai din satul de reședință.

## Demografie
Componența lingvistică a comunei Troiițke
     Ucraineană (94,86%)
     Rusă (4,22%)
     Alte limbi (0,2%)
Conform recensământului din 2001, majoritatea populației comunei Troiițke era vorbitoare de ucraineană (94,86%), existând în minoritate și vorbitori de rusă (4,22%).